# Кобзев, Евгений Ильич
Евгений Ильич Кобзев (23 мая 1941 — 18 сентября 2008) — советский хоккеист, защитник, двукратный чемпион СССР (1962, 1967), мастер спорта СССР (1963).

## Биография
Евгений Кобзев — воспитанник хоккейной школы московского клуба «Локомотив», выпускник хоккейной школы московского клуба «Спартак». Выступал за команду мастеров «Спартак» (Москва) в 1959—1960, 1961—1962 и 1964—1967 годах, забросив 4 шайбы в 63 матчах чемпионата СССР. За это время в составе своей команды он два раза (в 1962 и 1967 годах) становился чемпионом СССР и два раза (в 1965 и 1966 годах) — серебряным призёром. Во время выступлений за московский «Спартак» в разные годы играл в паре с защитниками Валерием Кузьминым, Владимиром Испольновым и Алексеем Макаровым.
В 1960—1961 годах Евгений Кобзев выступал за команду «Даугава» (Рига), в 1962—1964 годах — за «Химик» (Воскресенск), в 1967—1968 годах — за московский «Локомотив», в 1968—1971 годах — за «Кристалл» (Электросталь), а в 1971—1974 годах — за команду «Станкостроитель» из Рязани. Всего в чемпионатах СССР провёл около 250 матчей и забросил 26 шайб.
Выступал за вторую сборную СССР по хоккею.
Скончался 18 сентября 2008 года. Похоронен на Николо-Архангельском кладбище.

## Достижения
- Чемпион СССР по хоккею — 1962, 1967[5][7].
- Серебряный призёр чемпионата СССР — 1965, 1966[8][9].